# Крістіан Галенда
Крістіан Галенда (італ. Christian Galenda, 18 січня 1982) — італійський плавець.
Учасник Олімпійських Ігор 2004, 2008 років.
Призер Чемпіонату світу з водних видів спорту 2007 року.
Чемпіон Європи з водних видів спорту 2004, 2006 років, призер 2002, 2008 років.
Призер Чемпіонату Європи з плавання на короткій воді 2003, 2008 років.